# Albion (Míchigan)
.Albion es una ciudad ubicada en el Calhoun en el estado estadounidense de Míchigan. En el Censo de 2010 tenía una población de 8616 habitantes y una densidad poblacional de 737,29 personas por km².
Albion en la cultura popular :
Es el escenario de la película protagonizada por Richard Jenkins, "el último turno". 

## Geografía
Albion se encuentra ubicada en las coordenadas 42°14′52″N 84°45′33″O / 42.24778, -84.75917. Según la Oficina del Censo de los Estados Unidos, Albion tiene una superficie total de 11.69 km², de la cual 11.42 km² corresponden a tierra firme y (2.28%) 0.27 km² es agua.

## Demografía
Según el censo de 2010, había 8616 personas residiendo en Albion. La densidad de población era de 737,29 hab./km². De los 8616 habitantes, Albion estaba compuesto por el 63.57% blancos, el 29.93% eran afroamericanos, el 0.34% eran amerindios, el 1.06% eran asiáticos, el 0.2% eran isleños del Pacífico, el 1.04% eran de otras razas y el 3.86% pertenecían a dos o más razas. Del total de la población el 5.8% eran hispanos o latinos de cualquier raza.